# 耶姆特兰省
耶姆特兰省（瑞典語：Jämtlands län）位于瑞典北部，与达拉纳省、耶夫勒堡省、西诺尔兰省西博滕省相邻。它的西面和挪威的南特伦德拉格和北特伦德拉格接壤。

## 市镇
耶姆特兰省下分为八个市镇：
- 贝里市镇 - Berg
- 布赖克市镇 - Bräcke
- 海里耶达伦市镇 - Härjedalen
- 克鲁库姆市镇 - Krokom
- 拉贡达市镇 - Ragunda
- 斯特伦松德市镇 - Strömsund
- 奥勒市镇 - Åre
- 厄斯特松德市镇 - Östersund